# Darja Kustawa
Darja Kustawa (belarussisch Даря Кустава; * 29. Mai 1986 in Moskau) ist eine ehemalige belarussische Tennisspielerin.

## Karriere
Zwischen 2004 und 2012 spielte Kustawa 15 Partien für die belarussische Fed-Cup-Mannschaft, von denen sie elf gewinnen konnte.
In der WTA-Weltrangliste war sie die viertbeste Spielerin ihres Landes. Im Juli 2007 feierte sie an der Seite der Ukrainerin Marija Korytzewa in Palermo ihren einzigen Turniersieg auf der WTA Tour. Außerdem gewann sie sieben Einzel- und mit wechselnden Partnerinnen 29 Doppeltitel auf ITF-Turnieren.
Beim WTA-Turnier in Moskau spielte sie im Oktober 2012 ihr letztes Match auf der Damentour.

## Turniersiege

### Einzel
| Nr. | Datum          | Turnier       | Kategorie   | Belag           | Finalgegnerin      | Ergebnis       |
| --- | -------------- | ------------- | ----------- | --------------- | ------------------ | -------------- |
| 1.  | 18. März 2007  | Rom-Real      | ITF $10.000 | Sand            | Anne Schäfer       | 6:1, 6:4       |
| 2.  | 15. April 2007 | Civitavecchia | ITF $25.000 | Sand            | Karin Knapp        | 3:6, 6:4, 6:4  |
| 3.  | 6. Mai 2007    | Catania       | ITF $25.000 | Sand            | Ioana Raluca Olaru | 6:3, 2:6, 6:3  |
| 4.  | 10. Juni 2007  | Grado         | ITF $25.000 | Sand            | Angelika Roesch    | 6:2, 3:6, 6:2  |
| 5.  | 8. März 2009   | Minsk         | ITF $25.000 | Teppich (Halle) | Katie O’Brien      | 6:73, 6:1, 6:4 |
| 6.  | 23. März 2009  | Rom-Pomezia   | ITF $10.000 | Sand            | Anna Korzeniak     | 6:2, 6:2       |
| 7.  | 10. Mai 2009   | Florenz       | ITF $25.000 | Sand            | Federica Di Sarra  | 6:2, 6:1       |

### Doppel
| Nr. | Datum          | Turnier       | Kategorie    | Belag             | Partnerin               | Finalgegnerinnen                              | Ergebnis         |
| --- | -------------- | ------------- | ------------ | ----------------- | ----------------------- | --------------------------------------------- | ---------------- |
| 1.  | März 2003      | Kaunas        | ITF $25.000  | Hartplatz (Halle) | Olena Tatarkowa         | Aurelija Misevičiūtė Lina Stančiūtė           | 6:1, 7:66        |
| 2.  | September 2003 | Tiflis        | ITF $25.000  | Sand              | Olena Tatarkowa         | Nadseja Astrouskaja Galina Woskobojewa        | 2:6, 6:2, 7:65   |
| 3.  | September 2003 | Batumi        | ITF $75.000  | Hartplatz         | Olena Tatarkowa         | Gjulnara Fattachetdinowa Galina Fokina        | 1:6, 6:1, 6:2    |
| 4.  | September 2004 | Tiflis        | ITF $25.000  | Sand              | Jelena Wesnina          | Marija Kondratjewa Jekaterina Koschokina      | 6:2, 6:4         |
| 5.  | Oktober 2004   | Minsk         | ITF $25.000  | Teppich (Halle)   | Nastassja Jakimawa      | Irina Bulykina Katarína Kachlíková            | 6:4, 6:0         |
| 6.  | August 2005    | Moskau        | ITF $25.000  | Sand              | Jekaterina Koschokina   | Nadseja Astrouskaja Jewhenija Sawranska       | 6:2, 6:4         |
| 7.  | November 2005  | Minsk         | ITF $25.000  | Teppich (Halle)   | Kazjaryna Dsehalewitsch | Agnieszka Radwańska Urszula Radwańska         | 6:3, 6:3         |
| 8.  | Februar 2006   | Capriolo      | ITF $25.000  | Teppich (Halle)   | Jekaterina Makarowa     | Margalita Tschachnaschwili Jekaterina Iwanowa | 6:2, 6:4         |
| 9.  | März 2006      | Minsk         | ITF $10.000  | Teppich (Halle)   | Ima Bohusch             | Kazjaryna Dsehalewitsch Tazzjana Kapschaj     | 1:6, 6:3, 6:2    |
| 10. | Mai 2006       | Casale        | ITF $10.000  | Sand              | Giulia Gatto-Monticone  | Anastassija Pawljutschenkowa Irina Smirnova   | 6:2, 6:2         |
| 11. | November 2006  | Minsk         | ITF $25.000  | Teppich (Halle)   | Jekaterina Makarowa     | Kazjaryna Dsehalewitsch Jewgenija Rodina      | 6:4, 6:4         |
| 12. | März 2007      | Minsk         | ITF $25.000  | Teppich (Halle)   | Iryna Kurjanowitsch     | Jekaterina Makarowa Jewgenija Rodina          | 4:6, 6:4, 6:4    |
| 13. | März 2007      | Rom           | ITF $10.000  | Sand              | Giulia Gatto-Monticone  | Daniëlle Harmsen Marlena Metzinger            | 6:4, 6:1         |
| 14. | März 2007      | Rom           | ITF $10.000  | Sand              | Giulia Gatto-Monticone  | Alexandra Dulgheru Vojislava Lukić            | 5:7, 6:1, 6:2    |
| 15. | Mai 2007       | Catania       | ITF $25.000  | Sand              | Debbrich Feys           | Leanne Baker Nicole Kriz                      | 6:4, 6:4         |
| 16. | Mai 2007       | Saint-Gaudens | ITF $50.000  | Sand              | Jorgelina Cravero       | Oqgul Omonmurodova Iryna Kurjanowitsch        | 6:1, 6:3         |
| 17. | Juni 2007      | Grado         | ITF $25.000  | Sand              | Stefania Chieppa        | Ana Veselinović Christina Wheeler             | 7:5, 6:3         |
| 18. | Juli 2007      | Cuneo         | ITF $50.000  | Sand              | Jekaterina Makarowa     | Julija Bejhelsymer Margalita Tschachnaschwili | 6:2, 2:6, 6:2    |
| 19. | 22. Juli 2007  | Palermo       | WTA Tier IV  | Sand              | Marija Korytzewa        | Alice Canepa Karin Knapp                      | 6:4, 6:1         |
| 20. | September 2007 | Charkiw       | ITF $100.000 | Hartplatz         | Marija Korytzewa        | Aljona Bondarenko Kateryna Bondarenko         | 7:610, 6:3       |
| 21. | Januar 2009    | Roca Raton    | ITF $25.000  | Sand              | Alina Schidkowa         | Kimberly Couts Sharon Fichman                 | 6:4, 6:2         |
| 22. | März 2009      | Minsk         | ITF $25.000  | Teppich (Halle)   | Ima Bohusch             | Witalija Djatschenko Jewgenija Paschkowa      | 6:1, 4:6, [10:8] |
| 23. | Juli 2009      | Cuneo         | ITF $100.000 | Sand              | Oqgul Omonmurodova      | Petra Cetkovská Mathilde Johansson            | 5:7, 6:1, [10:7] |
| 24. | August 2009    | Astana        | ITF $50.000  | Hartplatz         | Juliana Fedak           | Nina Brattschikowa Ágnes Szatmári             | 6:4, 7:5         |
| 25. | Oktober 2009   | Jounieh       | ITF $75.000  | Sand              | Marija Korytzewa        | Kazjaryna Dsehalewitsch Juliana Fedak         | 6:3, 6:4         |
| 26. | Oktober 2009   | Madrid        | ITF $50.000  | Sand              | Renata Voráčová         | Jekaterina Lopes Arina Rodionowa              | 6:2, 6:2         |
| 27. | April 2010     | Civitavecchia | ITF $25.000  | Sand              | Renata Voráčová         | Maret Ani Iryna Burjatschok                   | 7:5, 7:5         |
| 28. | Mai 2011       | Prag          | ITF $50.000  | Sand              | Arina Rodionowa         | Olha Sawtschuk Lessja Zurenko                 | 2:6, 6:1, [10:7] |
| 29. | Dezember 2011  | Tjumen        | ITF $50.000  | Hartplatz (Halle) | Olha Sawtschuk          | Natela Dsalamidse Margarita Gasparjan         | 6:0, 6:2         |
| 30. | Januar 2012    | Innisbrook    | ITF $25.000  | Sand              | Raluca Olaru            | Gioia Barbieri Nadeschda Guskowa              | 6:3, 6:1         |

## Abschneiden bei Grand-Slam-Turnieren

### Einzel
| Turnier         | 2007 | 2008 | 2009 | 2010 | 2011 | 2012 | Karriere |
| --------------- | ---- | ---- | ---- | ---- | ---- | ---- | -------- |
| Australian Open | —    | Q1   | —    | Q1   | Q1   | —    | —        |
| French Open     | —    | Q1   | —    | Q1   | Q1   | Q1   | —        |
| Wimbledon       | Q1   | —    | Q3   | Q1   | —    | —    | —        |
| US Open         | Q1   | —    | Q1   | Q1   | —    | —    | —        |

Zeichenerklärung: S = Turniersieg; F, HF, VF, AF = Einzug ins Finale / Halbfinale / Viertelfinale / Achtelfinale; 1, 2, 3 = Ausscheiden in der 1. / 2. / 3. Hauptrunde; Q1, Q2, Q3 = Ausscheiden in der 1. / 2. / 3. Runde der Qualifikation; n. a. = nicht ausgetragen

### Doppel
| Turnier         | 2008 | 2009 | 2010 | 2011 | 2012 | Karriere |
| --------------- | ---- | ---- | ---- | ---- | ---- | -------- |
| Australian Open | 2    | —    | 1    | 1    | —    | 2        |
| French Open     | 1    | —    | 1    | 1    | 1    | 1        |
| Wimbledon       | AF   | —    | 1    | —    | —    | AF       |
| US Open         | 1    | 1    | 2    | —    | —    | 2        |